# Гостинца
Гостинца (словен. Gostinca) је насељено место у општини Подчетртек, Савињска регија, Словенија.

## Историја
До територијалне реорганизације у Словенији била је у саставу старе општине Шмарје при Јелшах.

## Становништво
У попису становништва из 2011. године, Гостинца је имала 81 становника.
| Број становника према пописима | Број становника према пописима | Број становника према пописима |
| ------------------------------ | ------------------------------ | ------------------------------ |
| 1991                           | 2002                           | 2011                           |
| 62                             | 64                             | 81                             |

Напомена: Године 2017. извршена је мала размена територија између насеља Гостинца (Подчетртек) и Буче, Вренска Горца и Доблежиче (Козје).